# 観規
観規（かんき、生年不詳 - 天応2年2月15日（782年4月2日））は、『日本霊異記』に登場する奈良時代の僧。俗名は三間名干岐（みまなのかんき）。

## 出自
三間名氏は、朝鮮半島に存在した任那からの渡来人の末裔である。『新撰姓氏録』には、「三間名公　弥麻奈国主牟留智王後也」とある（ただし、観規の姓は記されておらず、三間名公氏と同族であったかは不明）。

## 概要
紀伊国名草郡の出身。能応里（現在の和歌山市納定）にて生まれたという。俗名は三間名干岐といい（ただし、干岐は本来古代朝鮮の尊称であり、観規の場合も干岐は名前でなく尊称であった可能性がある）、出家して観岐と名乗った。
観規は聖武天皇・光仁天皇・桓武天皇に仕えた彫刻に巧みで智恵のある僧であったが、農業を営み、妻子を持ち俗人としての生活を送っていた。氏寺は弥勒寺（能応寺とも）といい、宝亀10年（779年）には、弥勒寺に釈迦丈六像と脇侍像を作り安置した。その後に10尺の十一面観音像を作ろうとしたが、天応2年（782年）にそのなかばで死んだ。だが2日後に生き返り、仏師に完成を願って2月15日の仏涅槃の日に死んだという。